# Rainer Komers

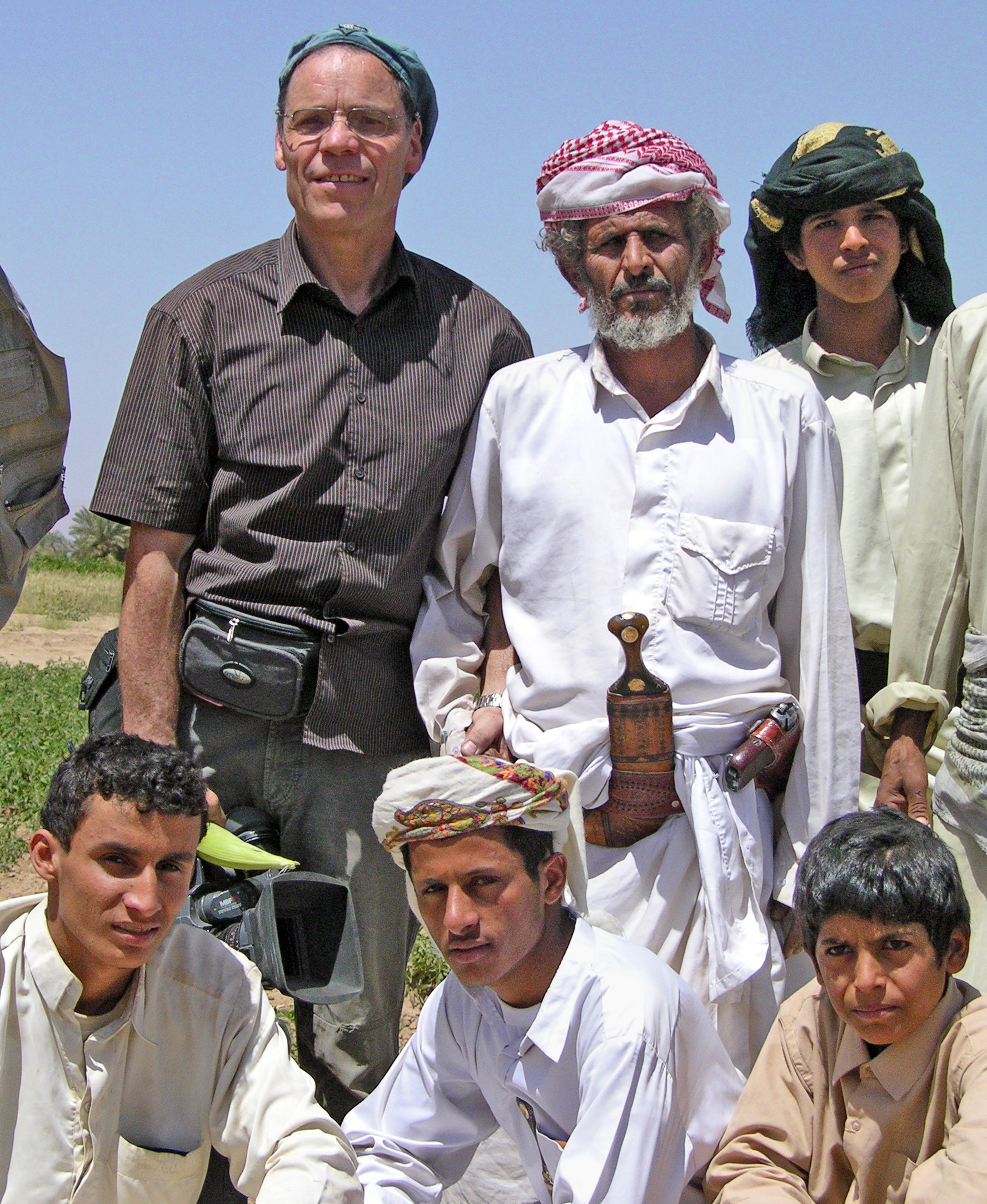
Rainer Komers (links) in der Oase von Ma'rib (2007)

Rainer Komers (* 1. Februar 1944 in Guben in der Niederlausitz) ist ein deutscher Filmemacher und Kameramann. Neben seinen mehrfach ausgezeichneten Dokumentarfilmen hat er auch Arbeiten als Autor, Fotograf, Grafiker und Übersetzer gemacht.

## Leben und Werk
Rainer Komers war von 1964 bis 1965 im studentischen Filmclub Bonn tätig, für den er u. a. die Plakate entwarf und druckte. Danach arbeitete er als Leiter der Serigrafie in der Op Art-Galerie Denise René Hans Mayer in Krefeld. Von 1973 bis 1975 hatte er einen Lehrauftrag für Siebdruck an der Kunstakademie Düsseldorf inne. Dort absolvierte er außerdem ein Studium in der Filmklasse und schloss dieses 1981 als Meisterschüler ab. 2003–2004 absolvierte er zudem ein Gaststudium im Fach Fotografie an der Folkwang-Hochschule Essen.
Seit 1972 dreht Rainer Komers Dokumentarfilme als Regisseur und wirkt außerdem als Kameramann. Seine Filme wurden auf Filmfestivals in 35 Ländern sowie im Fernsehen in Deutschland und in den USA gezeigt.
Zudem schreibt Komers Gedichte, Aufsätze und Artikel, die u. a. bei DVA, Random House, Reclam, in der Zeit und der Süddeutschen Zeitung veröffentlicht wurden. Im Jahr 2018 erschien sein Lyrikband Worte Fliege Agfa. Reiseberichte über Indien, Japan und den Jemen wurden im Deutschlandfunk präsentiert. Seine bildnerischen und audiovisuellen Arbeiten wurden in Museen und Galerien ausgestellt, zum Beispiel in der Szene Rhein Ruhr ’72, der Kunsthalle Düsseldorf und in der Großen Kunstausstellung NRW im Kunstpalast Düsseldorf.
Als Filmemacher erhielt er 2015 ein Goethe-Stipendium im Goethe-Institut Villa Kamogawa in Kyōto. Als Autor war er 2016 Finalist beim Lyrikpreis München.
Komers lebt abwechselnd in Mülheim an der Ruhr und in Berlin.

## Cine Poems

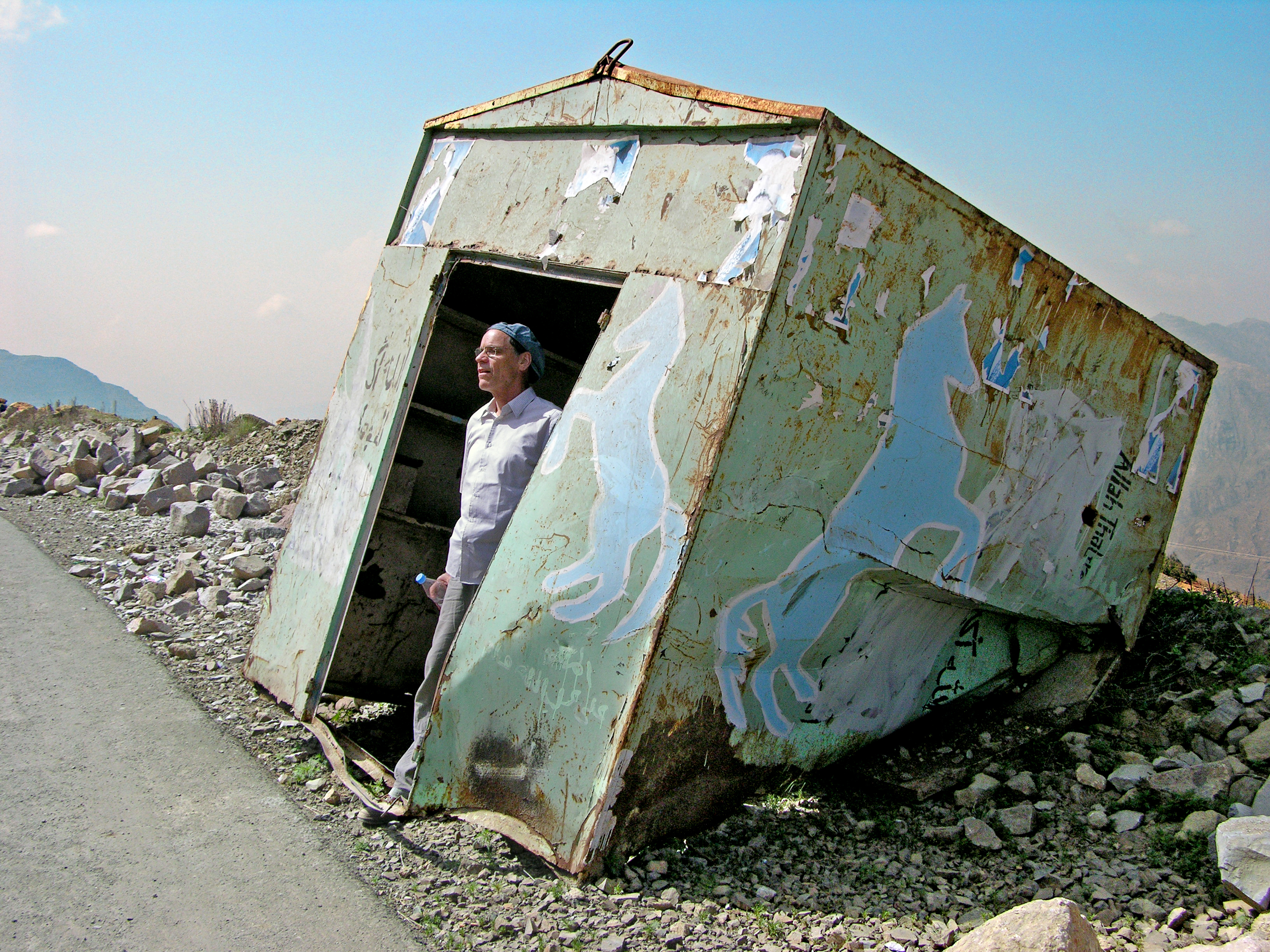
Rainer Komers nahe der Stadt Manācha (2007)

In einer Doppelbewegung begann Komers Gedichte zu verfassen, während er gleichzeitig in seinen Filmen auf den Off-Kommentar und Dialoge verzichtete. Die sorgsam komponierten Originaltöne und Geräusche (ambient sound) erzählen so im Zusammenklang mit Komers fotografischen Einstellungen ihre spezifisch audiovisuelle Geschichte. Das Ergebnis sind poetische Landschafts- und Ortsschilderungen im Geist der Avantgardisten der 1920er Jahre.
Mit dem Kurzfilm „Seseke classic“ (2010) begann Komers, mit dem Einsatz von Gedichten im Film zu experimentieren. Diese Entwicklung führte zu „Barstow, California“ (2018) und seinem Protagonisten, dem Lyriker und Gefangenen Stanley „Spoon“ Jackson (* 1957). Der lange Dokumentarfilm, der in Jacksons Heimatort Barstow in der Mojave-Wüste spielt, wird von der von ihm selbst in Ausschnitten gelesenen Autobiographie By Heart und seinen Gedichten getragen. In Live-Veranstaltungen wird Jackson im Anschluss an die Filmvorführung telefonisch zugeschaltet und kann dabei seine Gedichte selbst lesen sowie mit dem Publikum darüber sprechen. Beginnend mit seinen Aktivitäten 2008 und mit dem Barstow-Film unterstützt Komers die Freilassung des Afroamerikaners, der seit 1977 eine lebenslange Haftstrafe ohne Bewährung wegen Mordes verbüßt.
„Miyama, Kyoto Prefecture“ (2022), der zweite Teil der Trilogie „Life & Landscape“ (Film 1: „Barstow, California“), führt in ein abgelegenes Wald- und Touristengebiet nördlich von Kyoto. Dort lebt seit 30 Jahren der aus Deutschland stammende Shakuhachi-Spieler Uwe Walter mit seiner Frau Mitsuyo. Nach Art eines Freskos verbindet der Film ländliche Alltagsschilderungen mit der Geschichte seines deutschen Protagonisten.

## Filmografie (Auswahl)

### Regiearbeiten
- 1965: Tom Doyle und Eva Hesse (zus. mit Werner Nekes)
- 1972: Wissen wie der Hase läuft
- 1976: 2211 Büttel
- 1980: Zigeuner in Duisburg
- 1981: 480 Tonnen bis Viertel vor zehn – Bei den Hafenarbeitern in Duisburg-Hochfeld
- 1983: Wer bezahlte für Hitler? – Widerstand und Verfolgung in Mülheim an der Ruhr 1933–1945
- 1985: Die Sterne der Heimat
- 1989: Erinnerung an Rheinhausen (zus. mit Klaus Helle)
- 1992: Lettischer Sommer
- 1995: Ofen aus (zus. mit Klaus Helle)
- 1999: B 224
- 2004: Nome Road System
- 2004: NH 2
- 2006: Kobe
- 2008: Ma’rib
- 2009: Milltown, Montana
- 2010: Seseke classic
- 2012: 25572 Büttel
- 2014: Daugava Delta
- 2014: Ruhr Record
- 2017: Kursmeldungen
- 2018: Barstow, California
- 2022: Miyama, Kyoto Prefecture (Dokumentarfilm)

### Kamera
- 1967: Die große Pumpelei (Regie: Peter Könitz)
- 1979: Tor 2 (Regie: Klaus Wildenhahn)
- 1981: Bandonion 1+2 (Regie: Klaus Wildenhahn)
- 1982: Nekes (Regie: Werner Nekes)
- 1983: Die nackten Füße Nicaraguas (Regie: Manfred Vosz/Rolf Neddermann)
- 1986: Vom Atelier zur Zeche (Regie: Georg Bender)
- 1987: Fasia – von trutzigen Frauen und einer Troubadora (Regie: Rea Karen)
- 1988: Die Bank (Regie: Reinald Schnell)
- 1988: Die Judengasse (Regie: Peter Nestler)
- 1990: Zeil, Frankfurt (Regie: Dieter Reifarth, Bert Schmidt)
- 1995: Pachamama – Unsere Erde (Regie: Peter Nestler)
- 1995: Stadt aus Lehm und Licht – Die Rettung der Altstadt von Sana’a (Regie: Shabbir Siddiquie)
- 2000: Ein kleiner Film für Bonn (zus. mit Gisela Tuchtenhagen; Regie: Klaus Wildenhahn)
- 2000: Flucht (Regie: Peter Nestler)
- 2000: Eye-Step (2. Kamera; Regie: Dore O)
- 2002: Die Verwandlung des guten Nachbarn (Regie: Peter Nestler)
- 2003: Die Rollbahn (Regie: Malte Rauch / Bernhard Türcke / Eva Voosen)
- 2003: Die Helfer und die Frauen (Regie: Karin Jurschick)
- 2004: Hommage an eine Räuberin (Regie: Enzio Edschmid)
- 2007: Katze gut – 9 Wochen Kranumbau auf der Kieler Werft HDW (Regie: Fredo Wulf)
- 2007: Five Sex Rooms und eine Küche (Regie: Eva Heldmann)
- 2012: Dann bin ich ja ein Mörder (Regie: Walter Manoschek)
- 2013: Villa Tugendhat (Regie: Dieter Reifarth)
- 2015: Franzosensand (Regie: Bettina Nürnberg / Dirk Peuker)
- 2017: Die Berkel (Regie: Anna Schlottbohm / Willem Kootstra)
- 2020: Picasso in Vallauris (Regie: Peter Nestler)
- 2022: Unrecht und Widerstand, Der offene Blick (Regie: Peter Nestler)

## Preise (Auswahl)
- 1979 und 2006: Ruhrpreis für Kunst und Wissenschaft[1]
- 1980: Preis der deutschen Filmkritik für „Zigeuner “in Duisburg[1]
- 1987: Krakow Film Festival, Silver Dragon für „Die Sterne der Heimat“
- 2001: Hessischer Filmpreis für B 224[1]
- 2005: Deutscher Kurzfilmpreis in Gold für „Nome Road System“[1]
- 2007: Blicke aus dem Ruhrgebiet, Schmelztiegelpreis für „Kobe“[6]
- 2010: Filmfest Augenweide Kiel, Dokumentarfilmpreis; Filmfestival des Ruhrgebiets, Blicke Preis; Big Sky Film Festival (Missoula/USA), Excellence of Editing Award (Editor: Bert Schmidt); Festival Territoires en Images (Paris), Grand prix für Milltown, Montana
- 2015: Stipendiat der Villa Kamogawa, Kyoto, Japan[7]
- 2016: Big Sky Film Festival (Missoula/USA), Best Short Award für „Daugava Delta“[1]
- 2018: Duisburger Filmwoche, ARTE-Dokumentarfilmpreis für „Barstow, California“[1]

## Veröffentlichungen
- Worte Fliege Agfa. (Gedichte 1998–2018),  Edition offenes Feld, BoD, Norderstedt 2018, ISBN 978-3-7528-6609-4.
- als Mitherausgeber und Übersetzer: Spoon Jackson: Felsentauben erwachen auf Zellenblock 8. Gedichte und Prosa. Edition Offenes Feld, BoD, Norderstedt 2017, ISBN 978-3-7448-2002-8.
- Außen Fuji Tag. Herausgegeben von Andreas Erb. Alexander Verlag, Berlin, 2022, ISBN 978-3-89581-551-5